# خالد العسيلي
خالد زهير خالد العسيلي (أبو زهير؛ وُلد في 1 فبراير 1947 في الخليل) رجل أعمال فلسطيني، ورئيس بلدية الخليل في فلسطين منذ عام 2006م وإلى 2012. شغل منصب وزير الاقتصاد الوطني ضمن حكومة محمد اشتية بين عامي 2019 و2024.

## حياته
ولد في مدينة الخليل عام 1947م، بعد إكمال دراسته الثانوية، التحق بجامعة القاهرة في مصر، وحصل على شهادة البكالوريوس في العلوم الإدارية والمالية عام 1969م.
بعد عودته إلى الخليل اهتم بالعمل الاقتصادي والاجتماعي، حيث قام بتأسيس «شركة العسيلي للتجارة والمقاولات»، وشارك في تأسيس العديد من المؤسسات الوطنية، وشغل مناصب عضوية الهيئات الإدارية فيها. في عام 1976م، ومع إجراء أول انتخابات بلدية، ترشح في الانتخابات ضمن قائمة «الكتلة الوطنية»، وفاز بعضوية مجلس بلدية الخليل في سن 29 وكان أصغر أعضاء المجلس البلدي سنًا. أثناء عضويته في مجلس بلدية الخليل، شغل منصب نائب رئيس البلدية.
مع قدوم السلطة الوطنية الفلسطينية شارك وساهم في تأسيس العديد من الشركات الوطنية وعلى رأسها "مجموعة الإتصالات الفلسطينية" التي شارك في مجلس إدارتها لعدة سنوات، و"مجموعة"أبيك"، التي ما زال نائبًا لرئيس مجلس إدارتها، والعديد من الشركات الأخرى كشركة "نابكو" التي يرأس مجلس إدارتها. وقد شارك في جلسات عدة دورات للمجلس الوطني الفلسطيني الذي هو عضو فيه، وفي شهر أبريل 2006م وبناء على تكليف من الرئيس محمود عباس، شغل منصب رئاسة بلدية الخليل حتى الانتخابات المحلية الفلسطينية 2012-13.
تُوفيت زوجته سامية فوزي مرقة في 13 أغسطس 2023.